# Volley Treviso 1993-1994
Questa voce raccoglie le informazioni riguardanti il Volley Treviso nelle competizioni ufficiali della stagione 1993-1994.

## Stagione
L'annata vide la Sisley laurearsi per la prima volta nella sua storia campione d'Italia: dopo avere chiuso al secondo posto la regular season della Serie A1, alle spalle del Gonzaga Milano, nei play-off i trevigiani arrivanono in finale dove, al meglio delle quattro partite, superarono proprio i milanesi. Il dualismo stagionale contro Gonzaga si estese alla Coppe delle Coppe, dove nell'ultimo atto al Filaforum di Assago i veneti regolarono nuovamente i lombardi.
La difesa della Coppa Italia conquistata la stagione precedente si fermò ai quarti di finale, con gli Orogranata eliminati dalla Daytona futura vincitrice dell'edizione.

## Organigramma societario
Area direttiva
- Presidente: Giorgio Buzzavo
- Vicepresidente: Paolo De Marco

Area organizzativa
- Segretario: Michele De Conti
- Procuratore generale: Bruno Da Re
- Dirigente accompagnatore: Michele De Conti

Area comunicazione
- Addetto stampa: Simone Fregonese
- Responsabile relazioni esterne: Bruno Da Re

Area tecnica
- Allenatore: Gian Paolo Montali
- Allenatore in seconda: Guido Ciccarone
- Preparatore atletico: Paolo Borghi

Area sanitaria
- Medico sociale: Luca Vaccario
- Massaggiatore: Ennio Zaffalon

## Rosa
| N° | Nome                 | Ruolo | Data di nascita  | Nazionalità sportiva |
| -- | -------------------- | ----- | ---------------- | -------------------- |
| 1  | Andrea Gardini       | C     | 1º ottobre 1965  | Italia               |
| 3  | Gilberto Passani     | C     | 1961             | Italia               |
| 4  | Alessandro Campanari | S     | 1976             | Italia               |
| 5  | Paolo Tofoli         | P     | 14 agosto 1966   | Italia               |
| 6  | Giuliano Agazzi      | O     | 6 luglio 1968    | Italia               |
| 7  | Andrea Arnaud        | C     | 1967             | Italia               |
| 8  | Ron Zwerver          | S     | 6 giugno 1967    | Paesi Bassi          |
| 9  | Lorenzo Bernardi     | S     | 11 agosto 1968   | Italia               |
| 10 | Marcelo Negrão       | O     | 10 ottobre 1972  | Brasile              |
| 11 | Luca Moretti         | S     | 17 novembre 1962 | Italia               |
| 12 | Fabio Berto          | C     | 1974             | Italia               |
| 13 | Giovanni Polidori    | C     | 2 gennaio 1975   | Italia               |
| 15 | Rodolfo Cavaliere    | P     | 10 novembre 1974 | Italia               |